# El inglés y el galés
«El inglés y el galés» (“English and Welsh” en el original inglés) es un discurso del escritor británico J. R. R. Tolkien, leído para la apertura del ciclo de conferencias O'Donnell el 21 de octubre de 1955, y dedicado al estudio de los elementos bretones, o celtas en general, en la lengua inglesa; con un análisis detallado de la palabra «Welsh» («galés» en inglés).
En una extensa nota, Tolkien discute sus nociones de «lengua nativa» en oposición a «lengua materna», y de un heredado gusto por el lenguaje. La lectura vierte luz hacia las concepciones de raza, etnia y lenguaje de Tolkien.
Este discurso ha sido incluido por Christopher Tolkien en el libro de ensayos Los monstruos y los críticos y otros ensayos, publicado en 1983.